# Vâlcești, Alba
Vâlcești este un sat în comuna Vidra din județul Alba, Transilvania, România. La recensământul din 2002 avea o populație de 8 locuitori.